# Angaracrisoides nigripennis
Angaracrisoides nigripennis är en insektsart som beskrevs av Gong, Y. och Z. Zheng 2003. Angaracrisoides nigripennis ingår i släktet Angaracrisoides och familjen gräshoppor. Inga underarter finns listade i Catalogue of Life.